# 성산초등학교 (경기)
성산초등학교는 대한민국 경기도 오산시에 있는 공립 초등학교이다.

## 학교 연혁
- 1979년 11월 14일 성산국민학교 설립 인가
- 1981년 3월 1일 제1대 이종덕 교장 부임
- 1981년 3월 4일 성산국민학교 개교
- 1982년 2월 15일 제1회 졸업식(154명)
- 1996년 3월 1일 성산초등학교로 개명
- 2002년 9월 30일 경기도교육청지정 특기적성시범학교 운영보고회
- 2007년 9월 13일 경기도교육청지정 특수교육시범학교 운영보고회
- 2009년 10월 7일 경기도교육청지정 인권교육시범학교 운영보고회(2년차)
- 2010년 10월 27일 경기도교육청지정 인권교육시범학교 운영보고회(3년차)
- 2013년 3월 1일 제13대 김영란 교장 부임
- 2014년 2월 14일 제33회 졸업식(40명 졸업, 누계 5,299명)
- 2014년 3월 1일 초등 10학급(특수 1, 순회1), 유치원 3학급(특수 1)
- 2015년 2월 13일 제34회 졸업식(44명 졸업, 누계 5,343명)
- 2015년 3월 1일 초등 6학급(특수 1, 순회1), 유치원 3학급(특수 1)

## 참고 자료
- 성산초등학교 - 한국교육학술정보원 학교알리미